# Literaturjahr 1910
Liste der Literaturjahre

◄ | 1906 | 1908 | 1909 | Literaturjahr 1910 | 1911 | 1912 | 1913 | 1914 | ► | ►►

Weitere Ereignisse

## Ereignisse

### Prosa

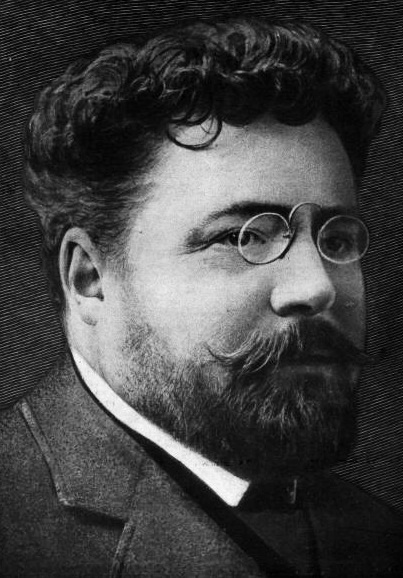
Gaston Leroux

- 8. Januar: Der letzte Teil des von Gaston Leroux verfassten Fortsetzungsromans Le Fantôme de l'Opéra (Das Phantom der Oper) erscheint in der Zeitung Le Gaulois.

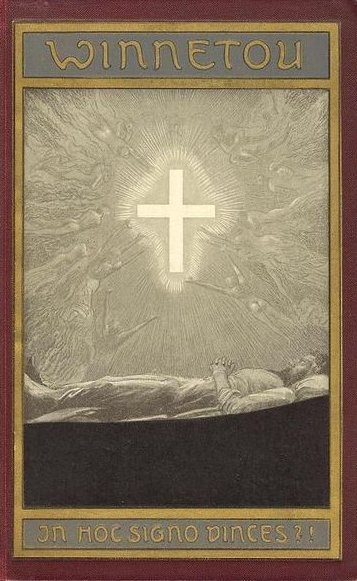
Deckelbild der Sascha-Schneider-Ausgabe von Winnetou IV aus dem Jahr 1910

- Karl Mays letzter vollendeter Roman Winnetou IV. erscheint. Der Autor verarbeitet darin seine Amerikareise 1908 und setzt gleichzeitig einen Schlussstrich unter die Abenteuer Old Shatterhands in Nordamerika.
- Rainer Maria Rilke vollendet in Leipzig seinen einzigen Roman Die Aufzeichnungen des Malte Laurids Brigge, den er 1904 in Rom begonnen hat. Das Werk besteht aus 72 Aufzeichnungen, die oftmals Prosagedichten ähneln und meist unverbunden aufeinander folgen, und wird von Rilke selbst stets „Prosabuch“ und niemals „Roman“ genannt.
- Hermann Bahr veröffentlicht den Roman O Mensch.
- Der Roman Gertrud von Hermann Hesse erscheint in seiner endgültigen Fassung.
- Der Narr in Christo Emanuel Quint, der erste Roman von Gerhart Hauptmann, erscheint in Berlin.
- Von Käthe Papke erscheint der historische Roman Die Letzten von Rötteln.
- Thomas Mann beginnt mit der Arbeit an seinem Roman Bekenntnisse des Hochstaplers Felix Krull.
- Von Lew Tolstoi erscheinen die Kurzgeschichten Lieder im Dorf und Dankbarer Boden sowie die Erzählung Drei Tage auf dem Lande.
- Lyman Frank Baum veröffentlicht das Kinderbuch The Emerald City to Oz (Dorothy in der Smaragdenstadt), einen weiteren Roman aus der Wizard of Oz-Serie.
- E. M. Forster veröffentlicht den Roman Howards End, der heute als einer der bedeutendsten britischen Romane gilt.
- Von dem evangelischen Pfarrer und Schriftsteller Artur Brausewetter erscheint der Heimatroman Der Herr von Borkenhagen – einer von insgesamt rund 50 Romanen, die er in seinem Leben verfasste.

### Lyrik
- Die Gedichtsammlungen Palmström und Einkehr von Christian Morgenstern erscheinen in Berlin im Verlag von Bruno Cassirer.
- Die Liedsammlung Gitanjali (Sangesopfer) erscheint neben anderen Werken von Rabindranath Tagore in Kalkutta. Sie wird dem Autor 1913 als erstem Nicht-Europäer den Nobelpreis für Literatur einbringen.
- Börries Freiherr von Münchhausen verfasst die Ballade vom Brennesselbusch.

### Drama
- 10. September: Die Uraufführung des Bauernschwanks Erster Klasse von Ludwig Thoma erfolgt in München.
- 24. November: Das Schauspiel Der junge Medardus von Arthur Schnitzler hat seine Uraufführung unter der Regie von Hugo Thimig am Burgtheater in Wien.
- 17. Dezember: Die Uraufführung des naturalistischen Dramas Glaube und Heimat von Karl Schönherr erfolgt in Wien.

### Autobiografie
- Dezember: Mein Leben und Streben von Karl May erscheint.

### Periodika
- 3. März: Die expressionistische Zeitschrift Der Sturm, Wochenschrift für Kultur und Kunst, herausgegeben von Herwarth Walden, erscheint erstmals.

- Die literarische Zeitschrift PAN wird als Halbmonatsschrift unter der Leitung des Berliner Kunsthändlers und Verlegers Paul Cassirer neu gegründet. Sie unterscheidet sich stark von der gleichnamigen Zeitschrift, die bereits 1895 bis 1900 erschienen ist, da sie ausschließlich Literatur veröffentlicht, wohingegen die ursprüngliche Publikation auch kunstgeschichtliche Aufsätze und Beiträge zum Kunstgewerbe veröffentlichte.
- Die Literaturzeitschrift Hyperion von Carl Sternberg und Franz Blei stellt nach zwei Jahren ihr Erscheinen ein.

### Wissenschaftliche Werke

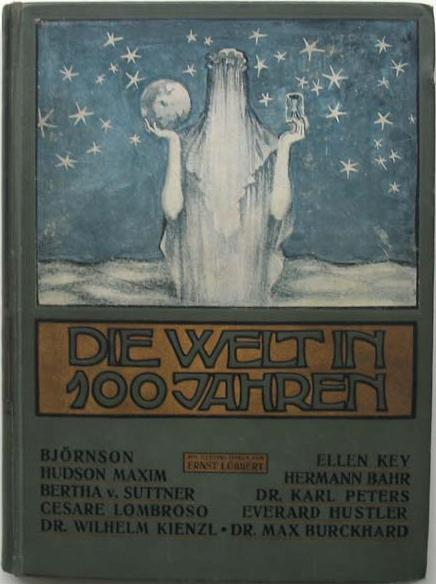
Cover der Originalausgabe Die Welt in 100 Jahren

- Arthur Brehmer gibt die utopische Anthologie Die Welt in 100 Jahren heraus. Darin schreiben 23 namhafte Autoren und Autorinnen aus Politik, Wissenschaft und Literatur, unter anderem Hermann Bahr, Ellen Key, Robert Sloss und Bertha von Suttner, Essays über ihre Vision der Welt im Jahre 2010. Das Werk wird zu einem Bestseller und wird 100 Jahre später zum Wissenschaftsbuch des Jahres in der Kategorie „Überraschung“ gewählt.
- Der deutsche Arzt Magnus Hirschfeld prägt in seiner bedeutenden Forschungsarbeit Die Transvestiten: Eine Untersuchung über den erotischen Verkleidungstrieb den Begriff Transvestitismus.

### Eröffnungen
- 24. Juni: In München wird im Haus der königlich bayerischen Hofschauspielerin Clara Ziegler das Deutsche Theatermuseum eröffnet.

### Preisverleihungen
- Der Deutsche Paul Heyse erhält „als Huldigungsbeweis für das vollendete und von idealer Auffassung geprägte Künstlertum, das er während einer langen und bedeutenden Wirksamkeit als Lyriker, Dramatiker, Romanschriftsteller und Dichter von weltberühmten Novellen an den Tag gelegt hat“, den Nobelpreis für Literatur.

## Geboren

### Erstes Halbjahr
- 01. Januar: Haniya Yutaka, japanischer Schriftsteller († 1997)
- 31. Januar: Nomi Rubel, deutsch-jüdische Schriftstellerin († 1996)
- 03. Februar: Jack Belden, US-amerikanischer Kriegskorrespondent und Schriftsteller († 1989)
- 04. Februar: Uys Krige, südafrikanischer Dichter, Schriftsteller und Übersetzer († 1987)
- 07. Februar: Max Bense, deutscher Philosoph, Schriftsteller und Publizist († 1990)
- 21. Februar: Jacques Decour, französischer Schriftsteller und Übersetzer († 1942)
- 05. März: Ennio Flaiano, italienischer Schriftsteller († 1972)
- 13. März: Kemal Tahir, türkischer Schriftsteller und Übersetzer († 1973)
- 15. März: An Rutgers, niederländische Schriftstellerin († 1990)
- 17. März: Karl Hans Bergmann, deutscher Publizist  († 2007)
- 02. April: Theodor Siers, deutscher Schachproblemkomponist und Autor († 1991)
- 05. April: Effi Biedrzynski, deutsche Lektorin, Goethe-Forscherin und Publizistin († 2004)
- 10. April: Paul Sweezy, US-amerikanischer Nationalökonom und Autor († 2004)
- 20. April: Jan Dobraczyński, polnischer Schriftsteller und Politiker († 1994)
- 26. April: Mehmed Meša Selimović, bosnischer Schriftsteller († 1982)
- 03. Mai: Norman Corwin, US-amerikanischer Autor († 2011)
- 05. Mai: Leo Lionni, italienischer Grafiker, Maler und Buchautor († 1999)
- 11. Mai: John Paddy Carstairs, britischer Schriftsteller, Filmregisseur und Drehbuchautor († 1970)
- 23. Mai: Artie Shaw, US-amerikanischer Jazzmusiker und Schriftsteller († 2004)
- 24. Mai: Marģeris Zariņš, lettischer Komponist und Schriftsteller († 1993)
- 28. Mai: Lorenzo Calogero, italienischer Lyriker († 1961)
- 30. Mai: Georg K. Glaser, deutsch-französischer Schriftsteller († 1995)
- 07. Juni: Monika Mann, deutsche Schriftstellerin († 1992)
- 08. Juni: María Luisa Bombal, chilenische Schriftstellerin († 1980)
- 08. Juni: John W. Campbell, US-amerikanischer Science-Fiction-Schriftsteller († 1971)
- 13. Juni: Gonzalo Torrente Ballester, spanischer Schriftsteller († 1999)
- 20. Juni: Lloyd Arthur Eshbach, US-amerikanischer SF-Autor und Herausgeber († 2003)
- 23. Juni: Jean Anouilh, französischer Schriftsteller († 1987)
- 23. Juni: Annemarie Böll, deutsche Übersetzerin († 2004)
- 26. Juni: Lau Lauritzen jr., dänischer Schauspieler, Filmregisseur und Drehbuchautor († 1977)
- 28. Juni: Erich Kuby, deutscher Journalist und Schriftsteller († 2005)

### Zweites Halbjahr
- 02. Juli: Hans Günther Adler, österreichischer Schriftsteller († 1988)
- 02. Juli: C. C. Bergius, deutscher Schriftsteller († 1996)
- 22. Juli: Richard Plant, deutsch-US-amerikanischer Schriftsteller († 1998)
- 27. Juli: Julien Gracq, französischer Schriftsteller († 2007)
- 27. Juli: Rajzel Zychlinski, jiddische Dichterin († 2001)

- 08. August: Walter Richter-Ruhland, deutscher Dichter, Schriftsteller und Übersetzer († 1975)
- 09. August: Robert van Gulik, niederländischer Krimi-Schriftsteller († 1967)
- 09. August: Laryssa Henijusch, belarussische Dichterin und Schriftstellerin († 1983)
- 25. August: Dorothea Tanning, US-amerikanische Malerin, Bildhauerin und Schriftstellerin († 2012)
- 30. August: Pierre Vago, französischer Architekt, Herausgeber und Generalsekretär der UIA († 2002)

- 01. September: Walter Hasenclever, deutsch-amerikanischer Autor und literarischer Übersetzer († 1992)
- 11. September: Manuel Mujica Láinez, argentinischer Schriftsteller und Journalist († 1984)
- 12. September: Erich Brehm, deutscher Kabarettautor und -leiter († 1966)
- 17. September: František Hrubín, tschechischer Schriftsteller und Dichter († 1971)
- 19. September: Curt Meyer-Clason, deutscher Schriftsteller und Übersetzer († 2012)

- 04. Oktober: Adolf Branald, tschechischer Schriftsteller († 2008)
- 04. Oktober: Guðmundur Daníelsson, isländischer Schriftsteller († 1990)
- 05. Oktober: Wolf Strache, deutscher Fotograf, Bildjournalist und Verleger († 2001)
- 09. Oktober: Eckart Hachfeld, deutscher Schriftsteller, Texter und Drehbuchautor († 1994)
- 22. Oktober: Maurice Zermatten, Schweizer Schriftsteller († 2001)
- 24. Oktober: Gunter d’Alquen, Journalist im Dritten Reich († 1998)
- 26. Oktober: Eva Hoffmann-Aleith, deutsche Pfarrerin, Lehrerin und Schriftstellerin († 2002)

- 03. November: Oskar Barth, deutscher Autor und Verleger († 2012)
- 08. November: Elfriede Brüning, deutsche Schriftstellerin und Fernsehspielautorin († 2014)
- 14. November: Eric Malpass, britischer Schriftsteller († 1996)
- 18. November: Friedrich Weinreb, jüdisch-chassidischer Weiser, Erzähler und Schriftsteller († 1988)

- 09. Dezember: Fritz A. Koeniger, deutscher Autor († 1990)
- 19. Dezember: Jean Genet, französischer Romanautor, Dramatiker und Poet († 1986)
- 19. Dezember: José Lezama Lima, kubanischer Schriftsteller († 1976)
- 30. Dezember: Paul Bowles, US-amerikanischer Schriftsteller und Komponist († 1999)

## Gestorben
- 29. Januar: Édouard Rod, Schweizer Schriftsteller (* 1857)
- 01. Februar: Otto Julius Bierbaum, deutscher Autor und Schriftsteller (* 1865)
- 07. Februar: Josef Schöffel, österreichischer Journalist und Politiker (* 1832)

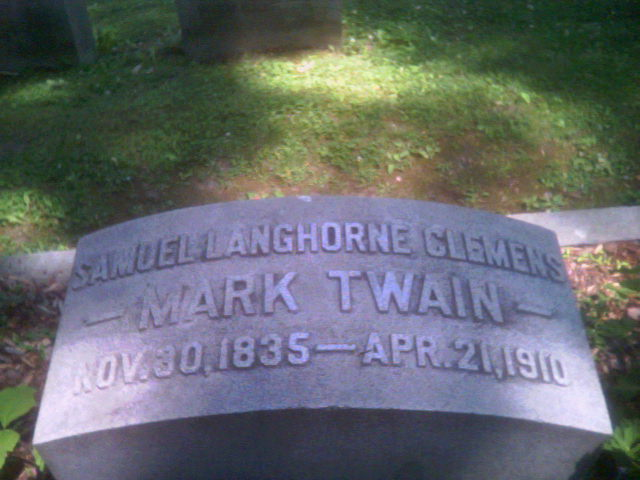
Mark Twains Grab in Elmira, New York

- 21. April: Mark Twain, US-amerikanischer Schriftsteller (* 1835)
- 26. April: Bjørnstjerne Bjørnson, norwegischer Dichter und Politiker (* 1832)
- 30. April: Jean Moréas, französisch-griechischer Dichter (* 1856)
- 18. Mai: Eliza Orzeszkowa, polnische Schriftstellerin (* 1841)
- 22. Mai: Jules Renard, französischer Schriftsteller (* 1864)
- 28. Mai: Kálmán Mikszáth, ungarischer Schriftsteller (* 1847)
- 03. Juni: Julius Wolff, deutscher Dichter und Schriftsteller (* 1834)
- 05. Juni: O. Henry, US-amerikanischer Schriftsteller (* 1862)
- 29. Juni: Wilhelm Spemann, deutscher Verleger (* 1844)
- 20. August: August Robert Wolff, polnischer Verleger und Buchhändler (* 1833)

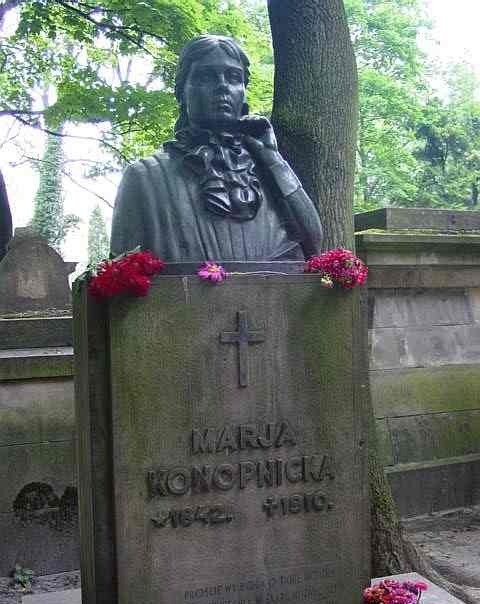
Grab der Maria Konopnicka, die Skulptur ist von Luna Drexlerówna erschaffen

- 08. Oktober: Maria Konopnicka, polnische Dichterin (* 1842)
- 14. Oktober: Rudolf Lindau, deutscher Schriftsteller und Diplomat (* 1829)
- 17. Oktober: Kurd Laßwitz, deutscher Schriftsteller und Philosoph (* 1848)
- 15. November: Wilhelm Raabe, deutscher Erzähler (* 1831)

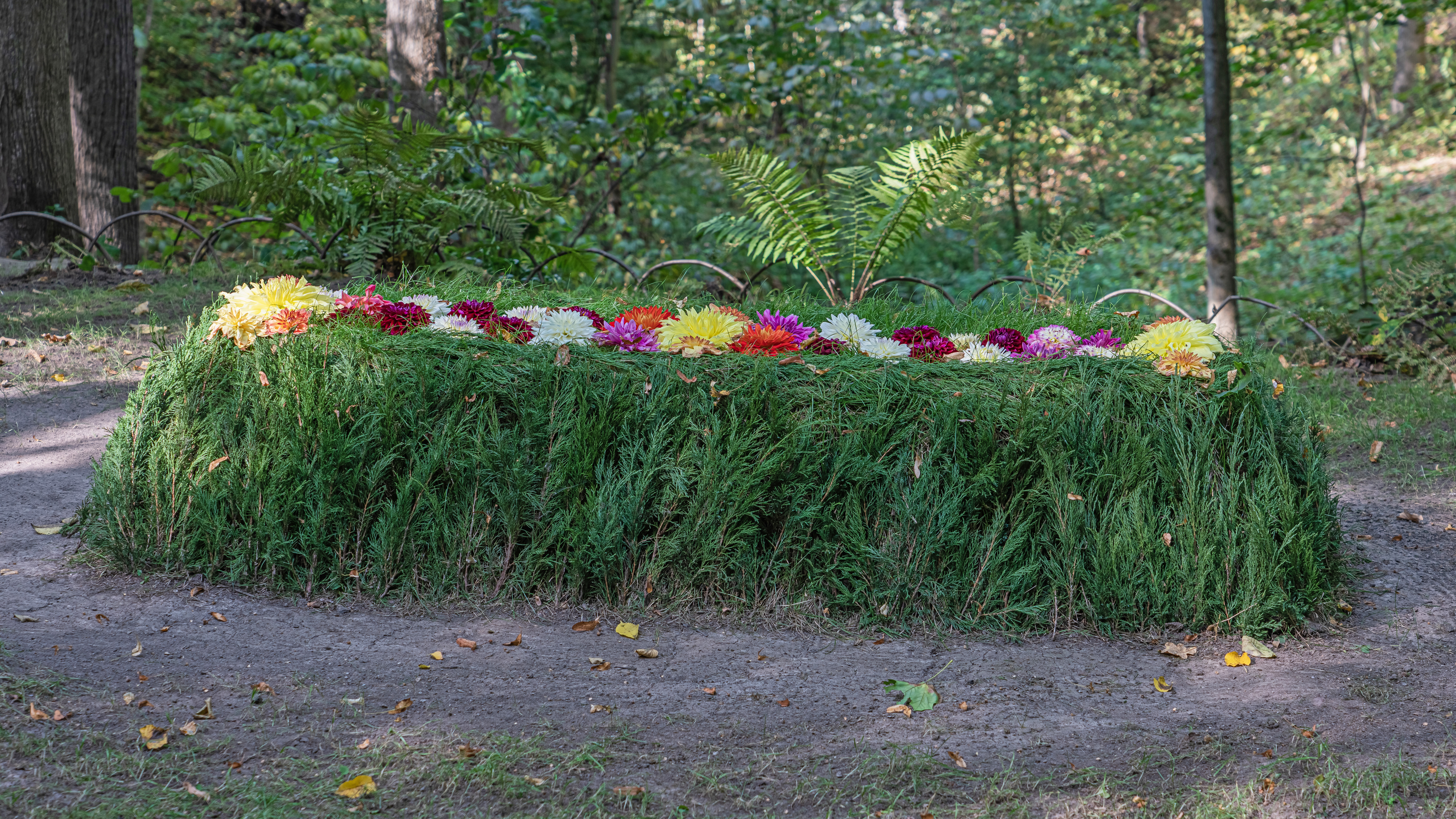
Tolstois Grab

- 20. November: Lew Tolstoi, russischer Schriftsteller (* 1828)
- 03. Dezember: Mary Baker Eddy, US-amerikanische Autorin und Religionsgründerin (* 1821)
- 17. Dezember: Max Wilhelm Meyer, deutscher Astronom, Naturforscher und Schriftsteller (* 1853)

- Datum ungenannt: Marina Krebs, deutsche Schriftstellerin (* 1838)